# Equipe egípcia na Copa Davis
A equipe egípcia na Copa Davis representa o Egito na Copa Davis, principal competição de tênis masculina por equipes do mundo. É administrada pela Egyptian Tennis Federation.